# Odporność udarowa urządzenia
Odporność udarowa urządzenia, wytrzymałość udarowa urządzenia – zdolność urządzenia elektrycznego do prawidłowej pracy przy oddziaływaniu zakłóceń elektromagnetycznych lub umownego sygnału.